# Saint-Jacques-en-Valgodemard
Saint-Jacques-en-Valgodemard là một xã của tỉnh Hautes-Alpes, thuộc vùng Provence-Alpes-Côte d’Azur, đông nam nước Pháp.